# Aspidacantha aethiops
Aspidacantha aethiops är en tvåvingeart som beskrevs av Lindner 1939. Aspidacantha aethiops ingår i släktet Aspidacantha och familjen vapenflugor.
Artens utbredningsområde är Uganda. Inga underarter finns listade i Catalogue of Life.